# الزغامرة
الزغامرة قرية فلاحية تابعة اٍداريا لبلدية بني عباس ، لا يتجاوز عدد سكانها 300 نسمة.